# Cidatar
Cidatar is een bestuurslaag in het regentschap Garut van de provincie West-Java, Indonesië. Cidatar telt 10.094 inwoners (volkstelling 2010).